# 블라디미르 프로미슬로프

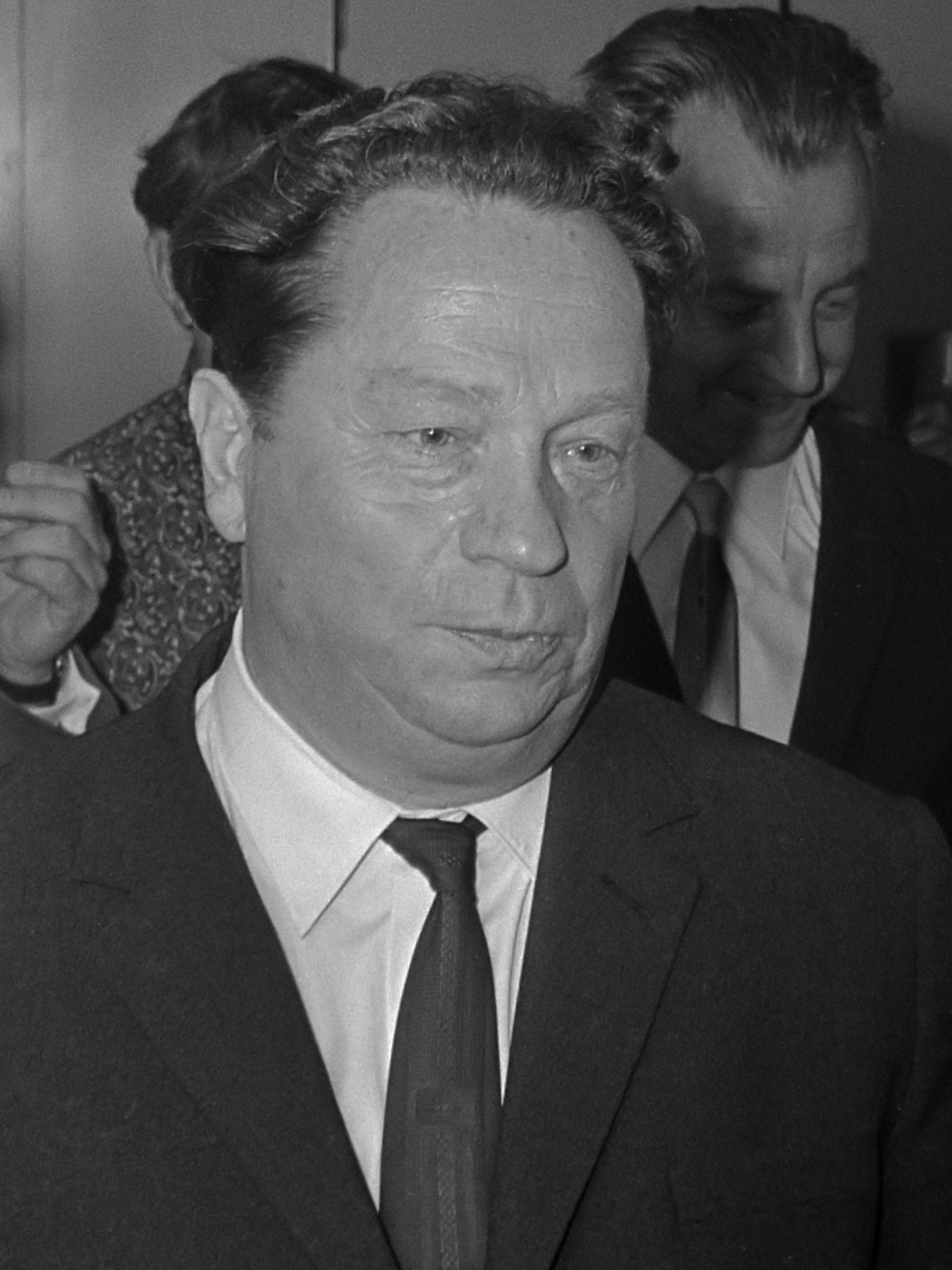
블라디미르 프로미슬로프

블라디미르 표도로비치 프로미슬로프(러시아어: Владимир Фёдорович Промыслов), 1908년 7월 28일 ~ 1993년 5월 22일)은 러시아의 정치인이다. 1963년 모스크바 시장을 지냈다.

## 생애
프로미슬로프는 모스크바 대학교 건설공학과를 졸업하고 니키타 흐루쇼프에 의해 모스크바 건설부장으로 임명되었다. 1963년에는 모스크바 시장 직급위원회 의장으로 임명되었다. 그의 임기 동안 오스탄키노 타워, 러시아 호텔, 그리고 수십 개의 새로운 지하철 역이 건설되었다. 1980년 모스크바는 1980년 하계 올림픽을 개최했고, 루즈니키 스타디움과 여러 스포츠 경기장이 건설되었다.
프로미슬로프는 또한 모스크바를 20개의 라이온(구)으로 나눈 행정 구역 개혁의 완성을 감독했다. 이 개혁은 현재 성공적이지 못한 것으로 간주되어 1990년대에 다시 되돌아갔다.
| 전임 니콜라이 다이가이 | 제11·12대 모스크바 시장 1963년 3월 8일 ~ 1986년 1월 7일 | 후임 발레리 사이킨 |